# Zespół ataksja-teleangiektazja

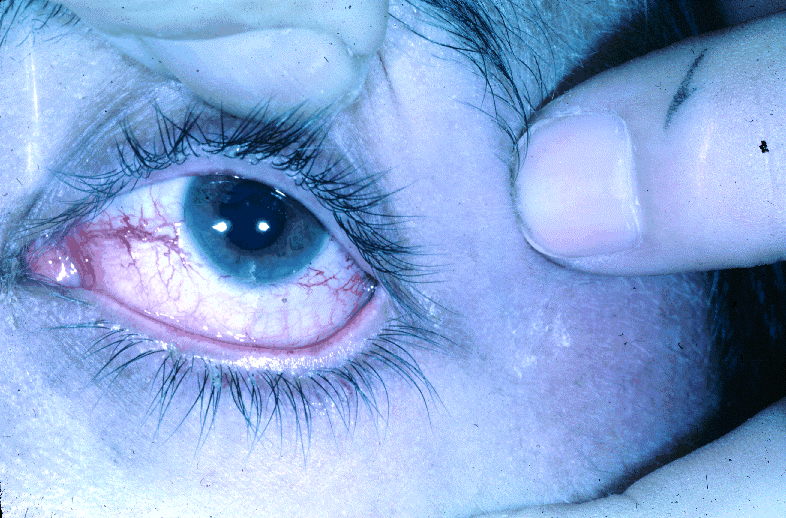
Poszerzone naczynia spojówki u pacjenta z zespołem ataksja-teleangiektazja

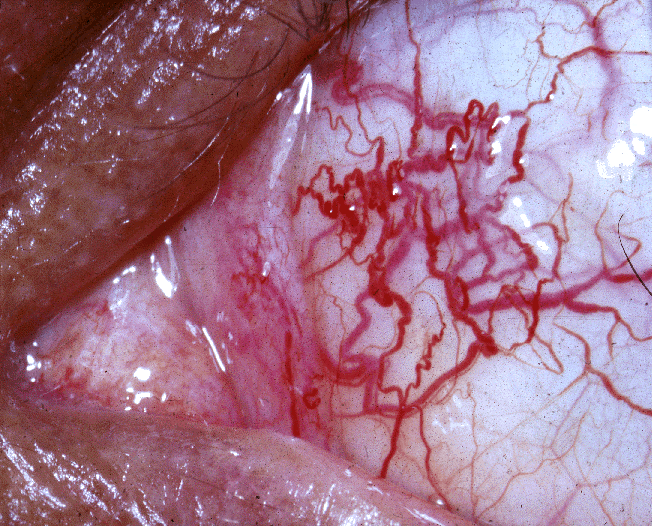
Teleangiektazje spojówki

Zespół ataksja-telangiektazja, zespół AT, zespół Bodera-Sedgwicka, zespół Louis-Bar (łac. ataxia telangiectasia) – rzadki, uwarunkowany genetycznie zespół chorobowy, charakteryzujący się: ataksją móżdżkową, telangiektazjami w obrębie skóry i gałki ocznej i niedoborem immunologicznym, powodującym przewlekłe infekcje, zwłaszcza układu oddechowego.
Zespół ataksja-telangiektazja wiąże się także z predyspozycją do zmian nowotworowych zwłaszcza o typie chłoniaka i białaczki.
Częstość występowania zespołu ataksja-telangiektazja szacuje się na 1:40 000-1:100 000 żywych urodzeń. Choroba zaczyna się we wczesnym dzieciństwie, w postaci postępującej ataksji móżdżkowej i osłabienia mięśni, które w wieku około 10-15 roku życia doprowadzają do trwałej inwalidyzacji. Rozwój umysłowy jest prawidłowy.
Charakterystyczną cechą tego zespołu jest również, mające znaczenie diagnostyczne, występowanie wysokiego poziomu α-fetoproteiny i antygenu karcyno-embrionalnego.

## Etiologia
Choroba dziedziczy się w sposób autosomalny recesywny. Spowodowana jest mutacją w genie ATM, zlokalizowanym na chromosomie 11 w locus q22-23. Gen ten koduje białko kinazy serynowo-treoninowej, należącej do rodziny kinaz 3-fosfatydyloinozytolu, biorące udział w naprawie DNA i regulacji cyklu komórkowego. Komórki chorych z tym zespołem są wrażliwe na promieniowanie jonizujące, co objawia się wzrostem różnego typu aberracji chromosomowych.